# Epping, England
Epping är en stad och civil parish i grevskapet Essex i England. Staden är huvudort i distriktet Epping Forest och ligger cirka 27 kilometer nordost om centrala London. Tätorten (built-up area) hade 10 289 invånare vid folkräkningen år 2011.
Londons tunnelbana har en station i Epping (nordostlig slutstation på linjen Central Line).